# Dammsjön (Linde socken, Västmanland, 662554-145395)
Dammsjön är en sjö i Lindesbergs kommun i Västmanland och ingår i Norrströms huvudavrinningsområde. Sjön är 16,5 meter djup, har en yta på 1,02 kvadratkilometer och är belägen 196,1 meter över havet. Vid provfiske har abborre och mört fångats i sjön.

## Delavrinningsområde
Dammsjön ingår i det delavrinningsområde (662688-145258) som SMHI kallar för Utloppet av Dammsjön. Medelhöjden är 245 meter över havet och ytan är 13,14 kvadratkilometer. Det finns ett avrinningsområde uppströms, och räknas det in blir den ackumulerade arean 20,83 kvadratkilometer. Hammarskogsån (Gränshytteån) som avvattnar avrinningsområdet har biflödesordning 3, vilket innebär att vattnet flödar genom totalt 3 vattendrag innan det når havet efter 242 kilometer. Avrinningsområdet består mestadels av skog (81 procent). Avrinningsområdet har 1,06 kvadratkilometer vattenytor vilket ger det en sjöprocent på 8,1 procent.